# 건조제

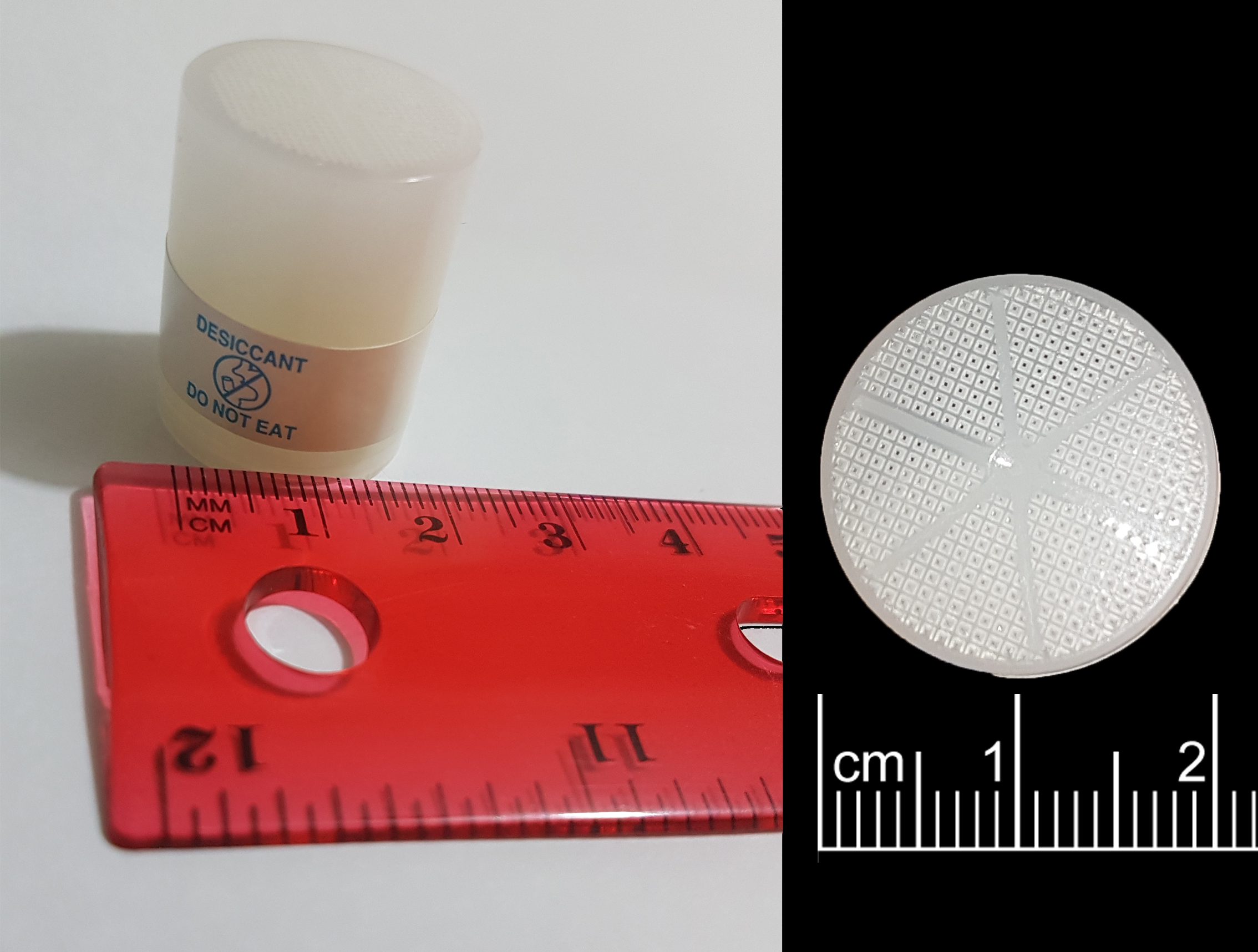

건조제(Desiccant)는 주변의 건조 상태를 유도하거나 유지시키기 위해 사용되는 흡습성 물질이다. 습윤제(humectant)와는 반의어이다. 흔히 마주치는, 미리 포장된 건조제들은 물을 흡수하는 고체 형태로 되어 있다. 특수 목적의 건조제들은 고체 이외의 형태일 수 있으며 물분자와의 화학적 결합 등 다른 원리로 동작할 수 있다. 음식의 바삭함을 유지하기 위해 흔히 사용된다. 산업적으로 건조제는 기체류에서 수분을 제어하기 위해 널리 사용된다.

## 같이 보기
- 데시케이터

## 참고 자료
- Lavan, Z.; Jean-Baptiste Monnier; Worek, W. M. (1982). “Second Law Analysis of Desiccant Cooling Systems”. 《Journal of Solar Energy Engineering》 104 (3): 229–236. doi:10.1115/1.3266307.
- S. Sadik; J. W. White (1982). “True potato seed drying over rice”. 《Potato Research》 25 (3): 269. doi:10.1007/BF02357312. S2CID 41039047.